# Nick Goepper
Nicholas (Nick) Goepper (Fort Wayne, 14 maart 1994) is een Amerikaanse freestyleskiër, die is gespecialiseerd op het onderdeel slopestyle. Hij vertegenwoordigde zijn vaderland op de Olympische Winterspelen 2014 in Sotsji en op de Olympische Winterspelen 2018 in Pyeongchang.

## Carrière
Goepper won de zilveren medaille op het onderdeel slopestyle tijdens de Winter X Games XVI in Aspen. Bij zijn wereldbekerdebuut, in maart 2012 in Mammoth Mountain, scoorde de Amerikaan direct wereldbekerpunten. In december 2012 behaalde hij in Copper Mountain zijn eerste toptienklassering in een wereldbekerwedstrijd. In Aspen won hij de gouden medaille op het onderdeel slopestyle tijdens de Winter X Games XVII. Op de wereldkampioenschappen freestyleskiën 2013 in Voss veroverde Goepper de bronzen medaille op het onderdeel slopestyle. Op 25 augustus 2013 boekte hij in Cardrona zijn eerste wereldbekerzege. Tijdens de Olympische Winterspelen van 2014 in Sotsji sleepte de Amerikaan de bronzen medaille in de wacht op het onderdeel slopestyle.
Tijdens de Olympische Winterspelen van 2018 in Pyeongchang behaalde Goepper de zilveren medaille op het onderdeel slopestyle. In Park City nam hij deel aan de wereldkampioenschappen freestyleskiën 2019. Op dit toernooi veroverde hij de bronzen medaille op het onderdeel slopestyle, op het onderdeel big air eindigde hij op de tiende plaats.

## Resultaten

### Olympische Spelen
| Jaar | Plaats      | Resultaten |
| ---- | ----------- | ---------- |
| 2014 | Sotsji      | Slopestyle |
| 2018 | Pyeongchang | Slopestyle |

### Wereldkampioenschappen
| Jaar | Plaats    | Resultaten               |
| ---- | --------- | ------------------------ |
| 2013 | Voss      | Slopestyle               |
| 2019 | Park City | 10e Big air · Slopestyle |

### Wereldbeker
Eindklasseringen
| Seizoen   | Algm | BA  | SS     |
| --------- | ---- | --- | ------ |
| 2011/2012 | 137e | –   | 22e    |
| 2012/2013 | 120e | –   | 18e    |
| 2013/2014 | 7e   | –   | Zilver |
| 2015/2016 | 134e | –   | 28e    |
| 2016/2017 | 70e  | –   | 10e    |
| 2017/2018 | 36e  | –   | 6e     |
| 2018/2019 | 86e  | 16e | 19e    |
| 2019/2020 | 62e  | –   | 10e    |

Wereldbekerzeges
| Datum            | Plaats    | Onderdeel  |
| ---------------- | --------- | ---------- |
| 25 augustus 2013 | Cardrona  | Slopestyle |
| 16 maart 2018    | Seiseralm | Slopestyle |